# هی جو (فیلم)
هی جو (Hey, Joe) فیلم سینمایی ایرانی به کارگردانی منوچهر عسگری‌نسب و محصول سال ۱۳۶۷ است.
بیژن بیرنگ در نخستین فعالیت سینمایی خود نگارش فیلمنامه این فیلم را به عهده داشت.
داستان فیلم دربارهٔ تخیلات یک کارمند اداره نقشه‌برداری به نام جعفر پناهی است که نقش او را سعید پورصمیمی بازی می‌کند.

## چالش
در برنامه اینترنتی محاکات با اجرای منصور ضابطیان، رسول نجفیان (کارشناس برنامه) گفت فیلم هی جو زندگینامه او و حسین پناهی ست؛ بنابراین به نظر می‌رسد نام شخصیت اول فیلم (جعفر پناهی) برگرفته از نام حسین پناهی باشد.

## جشنواره‌ها
در هفتمین دوره جشنواره فیلم فجر این فیلم در موارد زیر برای دریافت سیمرغ بلورین کاندیدا شد:
- کاندید سیمرغ بلورین بهترین تدوین (داریوش آشوری)
- کاندید سیمرغ بلورین بهترین بازیگر نقش مکمل زن (حمیده خیرآبادی)
- کاندید سیمرغ بلورین بهترین کارگردانی (منوچهر عسگری نسب)